# Marathon van Frankfurt 1990
De marathon van Frankfurt 1990 werd gelopen op zondag 28 oktober 1990. Het was de negende editie van deze marathon. De wedstrijd werd gelopen met 11 graden en in de stromende regen.
De Duitser Konrad Dobler trotseerde bij de mannen de elementen het beste en zegevierde in 2:13.29. Bij de vrouwen won zijn landgenote Kerstin Preßler de wedstrijd in 2:34.13.
In totaal schreven 8042 lopers zich in voor de wedstrijd, waarvan er 6401 finishten.

## Uitslagen

### Mannen
| rang   | naam            | land | tijd    |
| ------ | --------------- | ---- | ------- |
| Goud   | Konrad Dobler   | GER  | 2:13.29 |
| Zilver | Julius Sumawe   | TAN  | 2:15.26 |
| Brons  | Jos Sasse       | NED  | 2:16.23 |
| 4      | Laureno Bessera | BRA  | 2:17.02 |
| 5      | Jacob Ngunzu    | KEN  | 2:17.23 |
| 6      | Aart Stigter    | NED  | 2:17.40 |
| 7      | Ojeda-Parades   | CHI  | 2:18.06 |
| 8      | Ecerskis        | URS  | 2:18.40 |
| 9      | Kimmer          | GER  | 2:18.46 |
| 10     | Reistauer       | TCH  | 2:19.57 |

### Vrouwen
| rang   | naam             | land | tijd    |
| ------ | ---------------- | ---- | ------- |
| Goud   | Kerstin Preßler  | GER  | 2:34.13 |
| Zilver | Linda Milo       | BEL  | 2:35.09 |
| Brons  | Joke Kleijweg    | NED  | 2:38.36 |
| 4      | Alena Peterkova  | TCH  | 2:38.41 |
| 5      | Andrea Fleischer | GER  | 2:39.02 |
| 6      | Dana Hajna       | TCH  | 2:41.33 |
| 7      | Reefschläger     | GER  | 2:43.57 |
| 8      | Barbara Kamp     | NED  | 2:44.09 |
| 9      | Pizzaro Calderon | CHI  | 2:44.12 |
| 10     | Charlotte Teske  | GER  | 2:44.21 |

1981 ·
1982 ·
1983 ·
1984 ·
1985 ·
1986 ·
1987 ·
1988 ·
1989 ·
1990 ·
1991 ·
1992 ·
1993 ·
1994 ·
1995 ·
1996 ·
1997 ·
1998 ·
1999 ·
2000 ·
2001 ·
2002 ·
2003 ·
2004 ·
2005 ·
2006 ·
2007 ·
2008 ·
2009 ·
2010 ·
2011 · 
2012 · 
2013 · 
2014 · 
2015 · 
2016 · 
2017